# Romanička kuća u Gradskoj ulici 36 u Trogiru
Romanička kuća nalazi se u Trogiru, na adresi Gradskoj ulici 36.

## Opis
Datira iz 13. stoljeća. Romanička kuća u Gradskoj ulici je najbolji primjer stambene kuće romaničkog doba u Trogiru. Kuća je jednoćelijska, uska višekatnica pravokutnog tlocrta. Zapadno pročelje prizemlja rastvoreno je ulaznim dućanskim vratima na koljeno. Prvi kat zapadnog pročelja markira lučna bifora koja otkriva reprezentativnu namjenu unutrašnjeg prostora. Stambeni prostor nastavlja se i na drugom katu s lučno oblikovanim otvorima prozora dok se kuhinja nalazila u potkrovlju. Na istočnom pročelju objekta nad vratima je uzidan gotički grb u obliku štita sa zvijezdom. Prilikom arheoloških istraživanja u samim temeljima romaničke kuće pronađeni su ostaci helenističke kule građene megalitskim blokovima.

## Zaštita
Pod oznakom Z-5031 zavedena je kao nepokretno kulturno dobro - arheologija, pravna statusa zaštićena kulturnog dobra, klasificirano kao "stambene građevine".